# Hrvatski kvalifikacijski okvir
Hrvatski kvalifikacijski okvir (HKO) instrument je kojim se primjenjuje Europski kvalifikacijski okvir na cjelokupni sustav obrazovanja u Republici Hrvatskoj, a služi za povezivanje kvalifikacija stečenih završetkom određene razine obrazovanja (od osnovne škole do doktorata znanosti) s kvalifikacijama u drugim europskim zemljama. Drugim riječima, Hrvatski kvalifikacijski okvir uređuje sustav cjeloživotnog učenja te na taj način osigurava učenicima/studentima jasno definiranje njihovih stečenih kvalifikacija (znanja i vještina) na određenoj razini obrazovnog sustava u Republici Hrvatskoj i inozemstvu. Kako su razine obrazovanja jasno definirane te se točno zna koje se kvalifikacije stječu završetkom pojedine razine, prijelazi iz niže u višu razinu su olakšani, s time i uključivanje u međunarodne obrazovne programe. Poslodavci također mogu točnije odrediti profil potrebnog novog zaposlenika.

## Zakon o HKO-u
Zakon o Hrvatskom kvalifikacijskom okviru objavljen je 22. veljače 2013. u Narodnim novinama te se njime definiraju kvalifikacije putem ishoda učenja koji opisuju što učenik zna, razumije i može učiniti na kraju procesa učenja. Prosječno ukupno utrošeno vrijeme za stjecanje kvalifikacija ili određenog skupa ishoda učenja iskazuje se u ECTS (Europski sustav prijenosa i prikupljanja bodova) bodovima u visokom obrazovanju, ECVET (Europski sustav bodova strukovnog obrazovanja) bodovima u strukovnom obrazovanju i HROO (Hrvatski sustav bodova općeg obrazovanja) bodovima u općem obrazovanju i u općeobrazovnim sadržajima strukovnih kvalifikacija. Zakon također donosi opisnice razina ishoda učenja za svaku od osam razina Hrvatskog kvalifikacijskog okvira. 

## Razine Hrvatskog kvalifikacijskog okvira
Formalno obrazovanje u Republici Hrvatskoj dijeli se prema Hrvatskom kvalifikacijskom okviru na sljedećih osam razina:
| Razina prema EKO | Razina prema HKO | Stupanj obrazovanja | Opisnice razina ishoda učenja |
| ---------------- | ---------------- | --- | --- |
| 1                | 1                | osnovno obrazovanje | Znanja: razumijevanje osnovnih općih činjenica i pojmova u jednostavnim i poznatim svakidašnjim situacijama. Spoznajne vještine: provedba jednostavnih, konkretnih, logičkih misaonih procesa potrebnih za rješavanje jednostavnih i jasno definiranih zadataka u poznatim uvjetima. Psihomotoričke vještine: izvođenje jednostavnih radnji u poznatim uvjetima. Socijalne vještine: primjena općih pravila ponašanja u poznatim socijalnim situacijama. Samostalnost: izvršenje jednostavnih zadataka uz neposredno stručno i stalno vodstvo u poznatim uvjetima. Odgovornost: preuzimanje odgovornosti za izvršavanje jednostavnih zadaća u poznatim uvjetima. |
| 2                | 2                | strukovno osposobljavanje | Znanja: razumijevanje osnovnih činjenica i pojmova u jednostavnim i poznatim situacijama specifičnima za područje rada i/ili učenja. Spoznajne vještine: provedba konkretnih, logičkih, misaonih procesa korištenja poznatih činjenica i postupaka potrebnih za izvršavanje skupa povezanih, jednostavnih zadataka u poznatim uvjetima. Psihomotoričke vještine: izvođenje radnji te primjena jednostavnih metoda, instrumenata, alata i materijala u poznatim uvjetima. Socijalne vještine: primjena jednostavne komunikacije i suradnje u interakciji s pojedincima u poznatim socijalnim situacijama. Samostalnost: izvršenje skupa jednostavnih zadataka uz neposredno stručno i povremeno vodstvo u poznatim uvjetima. Odgovornost: preuzimanje odgovornosti za izvršavanje jednostavnih zadaća i odnosa s drugima u poznatim uvjetima. |
| 3                | 3                | jednogodišnje i dvogodišnje srednjoškolsko strukovno obrazovanje | Znanja: razumijevanje činjenica, pojmova, postupaka i načela važnih za područje rada i/ili učenja u djelomično poznatim uvjetima. Spoznajne vještine: tumačenje, procjenjivanje, odabiranje i korištenje važnih činjenica, pojmova i postupaka u rješavanju složenijih, definiranih zadataka ili problema unutar specifičnog područja rada i/ili učenja u poznatim uvjetima. Psihomotoričke vještine: izvođenje složenih radnji primjenom različitih jednostavnih metoda, instrumenata, alata i materijala u djelomično poznatim uvjetima. Socijalne vještine: primjena složene komunikacije u interakciji s pojedincima i mogućnost suradnje u skupini u poznatim socijalnim situacijama. Samostalnost: izvršenje složenih zadataka i prilagođavanje vlastitog ponašanja unutar zadanih smjernica u poznatim uvjetima. Odgovornost: preuzimanje odgovornosti za izvršenje složenih zadaća u poznatim uvjetima. |
| 4                | 4.1 4.2          | trogodišnje strukovno obrazovanje; gimnazijsko srednjoškolsko obrazovanje; četverogodišnje i petogodišnje strukovno srednjoškolsko obrazovanje                                                           | Znanja: analiziranje širokog spektra činjenica, pojmova, postupaka, načela i teorijavrednovanje unutar područja rada i/ili učenja. Spoznajne vještine: jednostavni apstraktni misaoni procesi analize dostupnih činjenica, pojmova i postupaka za izradu rješenja složenih zadataka unutar područja rada i/ili učenja u promjenjivim uvjetima. Psihomotoričke vještine: izvođenje složenih radnji te primjena složenih metoda, instrumenata, alata i materijala (u izvršenju skupa specifičnih zadataka) u promjenjivim uvjetima. Socijalne vještine: primjena složene komunikacije u interakciji s pojedincima i mogućnost suradnje u skupini u promjenjivim socijalnim situacijama. Samostalnost: izvršenje složenih zadataka i prilagođavanje vlastitog ponašanja unutar zadanih smjernica u promjenjivim uvjetima. Odgovornost: preuzimanje odgovornosti za vrednovanje i unapređenje aktivnosti u promjenjivim uvjetima. |
| 5                | 5                | stručni studiji završetkom kojih se stječe manje od 180 ECTS bodova; strukovno specijalističko usavršavanje i osposobljavanje; programi za majstore uz najmanje dvije godine vrednovanog radnog iskustva | Znanja: Analiziranje, sintetiziranje i vrednovanje specijaliziranih činjenica, pojmova, postupaka, principa i teorija u području rada i/ili učenja, vrednovanje, kojima se stvara svijest o granicama poznatog. Spoznajne vještine: interpretiranje, procjenjivanje, odabiranje i kreativno korištenje različitih relevantnih činjenica, pojmova i postupaka u osmišljavanju rješenja i rješavanju složenih zadataka ili problema unutar određenog područja rada i/ili učenja u djelomično nepredvidivim uvjetima, te mogućnost prijenosa znanja na druga područja i problem. Psihomotoričke vještine: izvođenje složenih radnji te primjena složenih metoda, instrumenata, alata i materijala u djelomično nepredvidivim uvjetima te izrada instrumenata, alata i materijala i prilagodba jednostavnih metoda. Socijalne vještine: djelomično upravljanje složenom komunikacijom u interakcijama s drugima te pokretanje procesa suradnje u skupini u djelomično nepredvidivim socijalnim situacijama. Samostalnost: sudjelovanje u upravljanju aktivnostima u djelomično nepredvidivim uvjetima. Odgovornost: preuzimanje odgovornosti za upravljanje vrednovanjem te unapređenjem aktivnosti u djelomično nepredvidivim uvjetima.                                                                  |
| 6                | 6                | sveučilišni preddiplomski studiji; stručni preddiplomski studiji | Znanja: vrednovanje specijaliziranih činjenica, pojmova, postupaka, principa i teorija unutar područja rada i/ili učenja, uključujući njihovo kritičko razumijevanje. Spoznajne vještine: prikupljanje, interpretiranje, procjenjivanje, odabiranje i kreativno korištenje različitih relevantnih činjenica, pojmova i postupaka u osmišljavanju rješenja i rješavanju složenih zadataka ili problema unutar specijaliziranog područja rada u nepredvidivim uvjetima, te prijenos znanja na druga područja i probleme. Psihomotoričke vještine: izvođenje složenih radnji te primjena složenih metoda, instrumenata, alata i materijala u nepredvidivim uvjetima te izrada instrumenata, alata i materijala te prilagodba složenih metoda. Socijalne vještine: upravljanje složenom komunikacijom, interakcijama s drugima i procesom suradnje u različitim društvenim skupinama u nepredvidivim socijalnim situacijama. Samostalnost: upravljanje stručnim projektima u nepredvidivim uvjetima. Odgovornost: preuzimanje etičke i društvene odgovornosti za upravljanje i vrednovanje profesionalnog razvoja pojedinaca i skupina u nepredvidivim uvjetima. |
| 7                | 7                | sveučilišni diplomski studiji; specijalistički diplomski stručni studiji; poslijediplomski specijalistički studiji                                                                                       | Znanja: vrednovanje visokospecijaliziranih znanja u području rada i/ili učenja od kojih su neka na granicama poznatog, a koja mogu biti temelj za originalno razmišljanje i znanstveno istraživanje te povezivanje znanja među različitim područjima. Spoznajne vještine: kritičko vrednovanje i kreativno mišljenje u rješavanju novih i složenih problema, potrebno kao osnova za razvoj novog znanja i povezivanje znanja u pojedinim područjima u nepredvidivim uvjetima. Psihomotoričke vještine: izvođenje složenih radnji te primjena složenih metoda, instrumenata, alata i materijala te izrada instrumenata, alata i materijala u istraživanjima i inovativnom procesu i prilagodba složenih metoda. Socijalne vještine: upravljanje i vođenje složenom komunikacijom, interakcijama s drugima te procesom suradnje u različitim društvenim skupinama u nepredvidivim socijalnim situacijama. Samostalnost: upravljanje i vođenje razvojnih aktivnosti u nepredvidivim uvjetima okruženja i donošenje odluka u uvjetima nesigurnosti. Odgovornost: preuzimanje osobne i timske odgovornosti za strateško odlučivanje i uspješno provođenje i izvršenje zadataka u nepredvidivim uvjetima te društvene i etičke odgovornosti tijekom izvršenja zadataka i posljedica rezultata tih zadataka. |
| 8                | 8.1 8.2          | poslijediplomski znanstveni magistarski studiji; poslijediplomski sveučilišni (doktorski) studiji; obrana doktorske disertacije izvan studija                                                            | Znanja: kreiranje i vrednovanje novih činjenica, pojmova, postupaka, principa i teorija u području znanstvenih istraživanja što dovodi do pomicanja granica poznatoga. Spoznajne vještine: korištenje naprednih, složenih, originalnih, visokospecijaliziranih znanja, vještina, aktivnosti i postupaka potrebnih za razvijanje novih znanja i novih metoda te za integriranje različitih područja. Psihomotoričke vještine: stvaranje, vrednovanje i izvođenje novih predloženih specijaliziranih radnji i novih metoda, instrumenata, alata i materijala. Socijalne vještine: stvaranje i provedba novih društvenih i civilizacijski prihvatljivih oblika komunikacije i procesa suradnje u interakciji s pojedincima i skupinama različitih opredjeljenja i različitog kulturnog i etničkog podrijetla. Samostalnost: izražavanje osobnog profesionalnog i etičkog autoriteta, upravljanje znanstveno-istraživačkim aktivnostima te predanost razvoju novih ideja i/ili procesa. Odgovornost: preuzimanje etičke i društvene odgovornosti za uspješnost provođenja istraživanja, za društvenu korisnost rezultata istraživanja te za moguće društvene posljedice. |

## Više informacija
Zakon.hr
HKO  Arhivirana inačica izvorne stranice od 17. lipnja 2013. (Wayback Machine)